# Gaarden-Ost
Gaarden-Ost, Kiel-Gaarden-Ost – dzielnica miasta Kilonia w Niemczech, w kraju związkowym Szlezwik-Holsztyn.